# Тисобикень
Тисобикень (укр. Тисобикень, венг. Tiszabökény, ранее Бобовое, укр. Бобове, ещё ранее Бекень) — село в Пийтерфолвовской общине Закарпатской области Украины.

## Население
Здесь, на берегу реки Тиса, проживает около 2000 человек, большинство из которых — венгры.

## Название
Легенда гласит, что венгерский король Андрэй подарил своему феодалу имение. Тот разделил его между сыновьями — одного звали Петр (деревню назвали Пийтерфолво — с венгерского «село Петра»), другому брату досталась земля, где росло много бобов (деревню назвали Тисобикень — «бобовое»).

## История
В 1946 году указом ПВС УССР село Бекень переименовано в Бобовое.
В 2000 году селу возвращено историческое название.

## Факты
Главной достопримечательностью села считается реформатский (ранее католический) костёл XIII века, впоследствии неоднократно перестраивавшийся. Современный вид храма относится к первой половине XVIII века. В селе также действует Затисянский краеведческий музей, экспозиция которого включает небольшой «скансен» — музей венгерской архитектуры и быта под открытым небом.
Самое популярное блюдо этих мест связано с бобами: есть такая традиция — по воскресеньям в каждой семье варят бульон из фасоли, копченой свинины и квашеной капусты (называется он «капусташ посуй» или «капосташ пасуй» («kaposztas paszuly» по-старовенгерски — «фасоль с капустой»)).

## Примечание
1. ↑  Указ Президії Верховної Ради УРСР від 25.6.1946 «Про збереження історичних найменувань та уточнення … назв … Закарпатської області» — Вікіджерела. uk.wikisource.org. Дата обращения: 18 мая 2020. Архивировано 6 июля 2020 года.
2. ↑  Про відновлення окремим населеним пунктам Виноградівського району Закарпатської області колишніх найменувань. zakon.rada.gov.ua. Дата обращения: 26 марта 2020. Архивировано 26 марта 2020 года.